# Ivan John Bassett
Ivan John Bassett ( 1921-2000 ) fue un botánico, agrónomo, y profesor canadiense.
Era originario de Lethbridge, Alberta, y pasó gran parte de su juventud en Cannington, cerca de Toronto, Ontario. Después del servicio militar, en la Real Fuerza Aérea canadiense, como técnico de radar durante los años 1941 a 1945 (muchos de los cuales los pasó en Gibraltar), regresó a Ontario y, en 1948, recibió un B.A. por la Universidad de Toronto. Se incorporó a la Unidad de Malezas, Botánica y Fitopatología, del Departamento de Agricultura en Ottawa, en 1948. Sus estudios de malezas canadienses lo llevaron desde Nueva Escocia, y Terranova hasta la Columbia Británica
Sus principales intereses taxonómicos fueron la familias Plantaginaceae, Chenopodiaceae, y Urticaceae en donde se hallan muchas especies de malezas. En 1964, realizó estudios morfológicos de polen con Richard West y Harry Godwin en la Universidad de Cambridge en Inglaterra, específicamente en las familias de Caprifoliaceae, Chenopodiaceae, Tamaricaceae, Plantaginaceae, Polygonaceae, Fabaceae (leguminosas, como Trifolium). Los estudios de polen en el aire a través de Canadá resultó en la publicación de los paraísos canadienses anuales de la fiebre del heno y en el libro "Atlas de los granos de polen y esporas aerotransportadas comunes de Canadá". Fue autor de muchas otras monografías taxonómicas en importantes grupos de plantas de malezas.
John siguió una carrera productiva a pesar de una larga y dura batalla con la esclerosis múltiple. Murió en el Centro de Salud de Veteranos de Perley, en Ottawa, el 7 de agosto de 2000.
Desarrolla su actividad científica en el "Departamento de Botánica" del "Colegio Erindale", Universidad de Toronto.

## Algunas publicaciones
- j. McNeil, ivan john Bassett, c.w. Crompton, p.m. Taschereau. 1983. Taxonomic and nomenclatural notes on Atriplex L. (Chenopodiaceae). Taxon 32 (4): 549-556

- d.w. Woodland, ivan j. Bassett, c.w. Crompton. 1976. The annual species of stinging nettle (Hesperocnide and Urtica) in North America. Canad. J. Bot. 54: 374-383

- e. Small, ivan j. Bassett, c.w. Crompton, h. Lewis. 1971. Pollen phylogeny in Clarkia. Taxon 20: 739–746

### Libros
- ivan john Bassett, clifford w. Crompton, john aubrey Parmelee. 1978. An Atlas of Airborne Pollen Grains and Common Fungus Spores of Canada. Vol. 18 de Canada Dept. of Agriculture Monograph. Edición ilustrada de Department of Agric. Res. Branch, 321 pp. ISBN 0660100169, ISBN 9780660100166

- -------------------------, c. Frankton. 1955. Canadian Havens from Hay Fever. 2ª edición ilustrada. Dept. of Agric. Sci. Service, 30 pp.

- La abreviatura «Bassett» se emplea para indicar a Ivan John Bassett como autoridad en la descripción y clasificación científica de los vegetales.[3]